# Engelszell (cerveza)

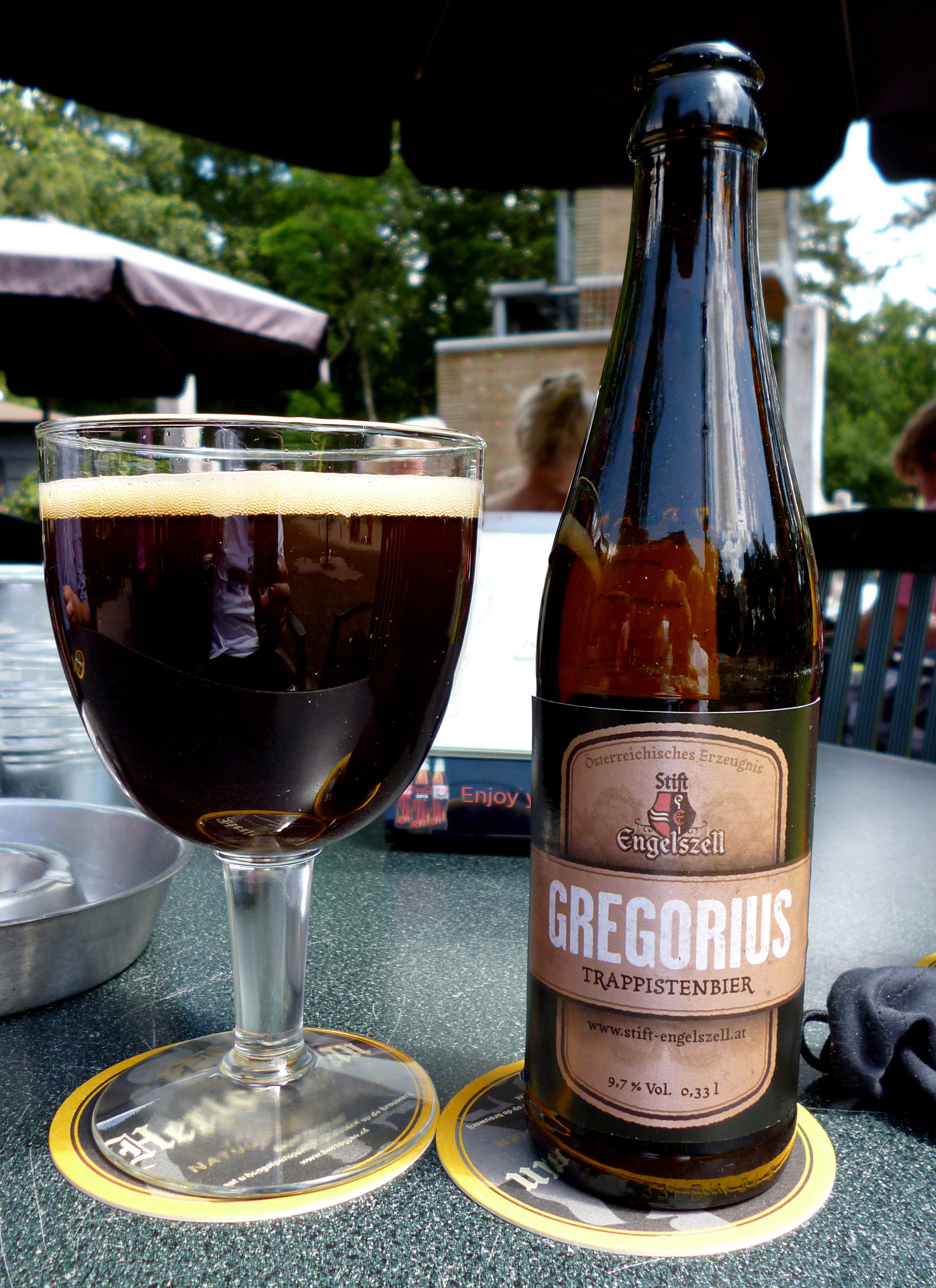
Cerveza trapista Gregorius de 10,5% alc. vol.

Engelszell es la marca que reciben las cervezas trapenses elaboradas en la abadía de Engelszell cerca de Engelhartszell, Austria. La abadía es un pequeño claustro que fue refundado en 1925 con monjes provenientes de la abadía de Oelenberg. Se trata de la octava cerveza que recibe la denominación «Authentic Trappist Product», un sello concedido por la Asociación Internacional Trapense, y la primera fuera de los Países Bajos en lograrlo.

## Historia
La producción de cerveza en Stift Engelszell —que literalmente significa la celda de los ángeles— se inicia en 2012 con la ayuda de cinco empleados laicos dado que la comunidad tan sólo cuenta con nueve monjes y algunos de ellos en edad avanzada. Cinco monjes están involucrados directamente en la producción que asciende a 2500 hectolitros al año, lo que convierte a Stift Engelszell en una de las marcas trapistas de menor producción.
El 15 de octubre de 2012, la Asociación Internacional Trapense anunció que la primera cerveza de la abadía de Engelszell, llamada Gregorius, podía llevar el logotipo oficial «Authentic Trappist Product» de la Asociación Internacional Trapense, convirtiéndose en la octava cervecera en lograrlo y la primera en estar situada fuera de los Países Bajos. Las siguientes cerezas, Benno y Nivard, obtuvieron posteriormente el sello al poco de ser puestas al mercado.
Además de cerveza, la comunidad monástica también elabora los siguientes productos: un licor llamado Magenbitter considerado un elixir para el estómago, queso, miel y productos derivados de la apicultura.

## Cervezas
La abadía retomó la producción de cerveza en 2012, y desde entonces produce cinco cervezas trapenses, algunas de ellas con diferentes nombres en honor a distintos monjes que tuvieron un papel relevante en la historia de la abadía.
- Gregorius, una cerveza oscura con un contenido de alcohol de un 10,5% de alcohol por volumen.[5] La cerveza obtiene tan alta graduación alcohólica debido a la adición posterior de 80 kg de miel en la segunda fermentación.[7] Esta cerveza está nombrada en honor al padre Gregor Eisvogel, que guio a los monjes trapistas, expulsados tras la Primera Guerra Mundial de la abadía de Oelenberg (Reiningue) hasta St. Engelszell tras una breve parada en la abadía de Banz, en Bad Staffelstein, al norte de Bamberg.[8]
- Benno, una cerveza tostada con un contenido de alcohol del 6,9% de alcohol por volumen. En 1953, el padre Benno Stumpf fue elegido abad de St. Engelszell. Fue el impulsor de la reconstrucción de la catedral así como todos los edificios monásticos.[9]
- Nivard, una cerveza blanca, con 5.5% de alcohol por volumen.[9] En 2014 se elaboró la cerveza conmemorativa del 250 aniversario de la abadía con el nombre de Jubiläumsbier hasta que, tras la muerte del padre Nivard, en septiembre del 2014, se decide cambiar su nombre por Engelszell Nivard. Paul Volkmer (Padre Nivard), nació en Banja Luka (Bosnia) en 1919. A sus 11 años ya había decidido que quería ser monje, entró en la abadía de Mariastern de Bosnia y fue ordenado monje el 14 de mayo de 1944. El padre Nivard fue abad de 1989 a 1991, cuando le enviaron a servir en su tierra natal durante la Guerra de los Balcanes. En 2002 retornó a Engelszell para vivir ahí la última parte de su vida. Falleció el 30 de septiembre de 2014, después de 70 años como sacerdote.[10]
- Weisse, una cerveza de trigo lanzada en 2019, de color dorado y con un 4,9% de alcohol por volumen.[11]
- Zwickl, una cerveza rubia ligera de solo 4,7% de contenido alcohólico, lanzada en 2020.[12]